# Cova Lima
Cova Lima là một Tỉnh của Đông Timor, nămd ở phần tây nam của đất nước. Quận có dân số là 55.941 (điều tra 2004) và diện tích là 1.226 km². Thủ phủ của quận là Suai, cách Dili 136 km. Các xã của Cova Lima là Fatululic, Fatumean, Fohorem, Zumalai, Maucatar, Suai, và Tilomar.
Cova Lima có ranh giới với biển Timor ở phái nam, các quận Bobonaro và Ainaro ở phái đông, và tỉnh Đông Nusa Tenggara của Indonesia ở phía tây.

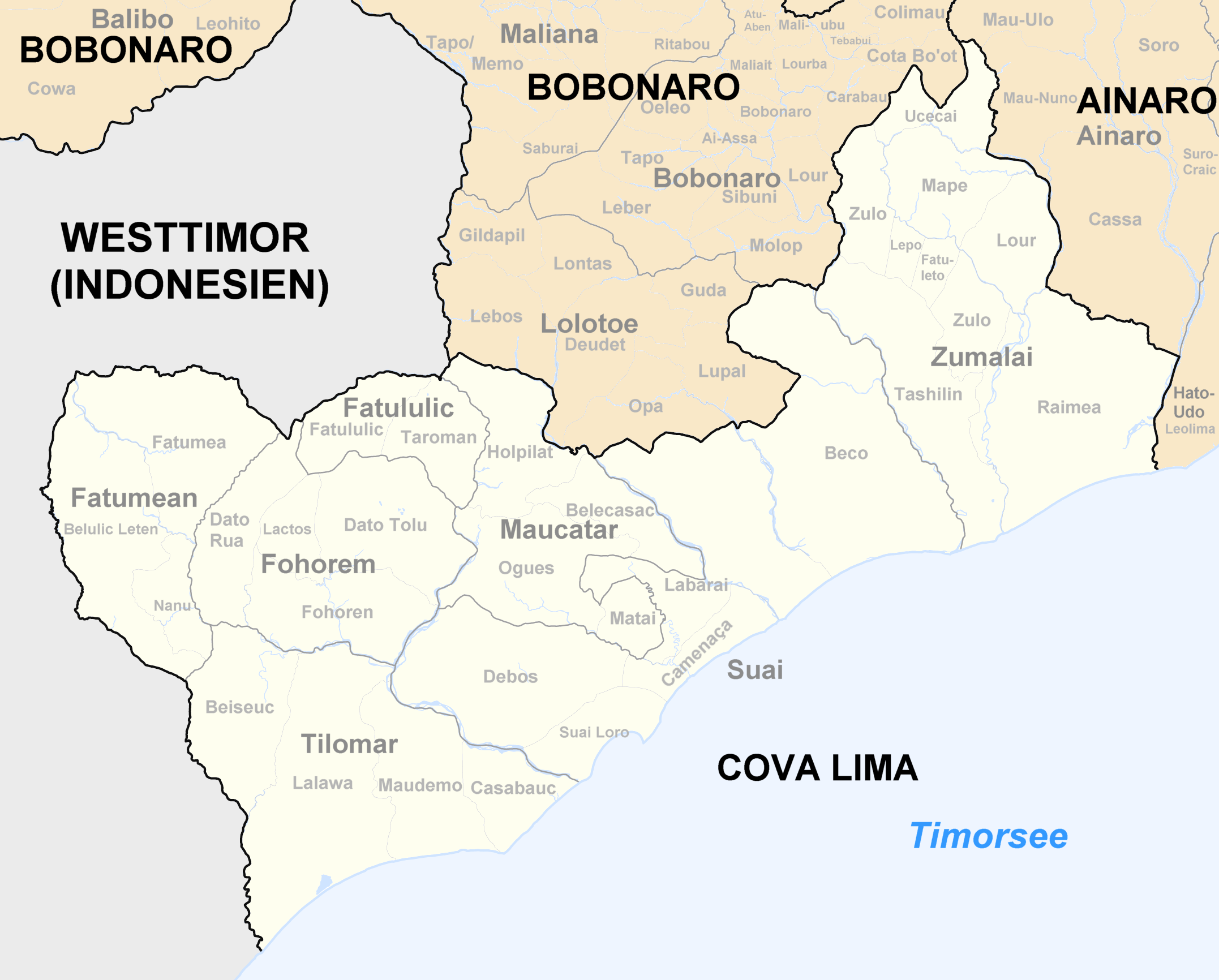
Hànhc hính Cova Lima
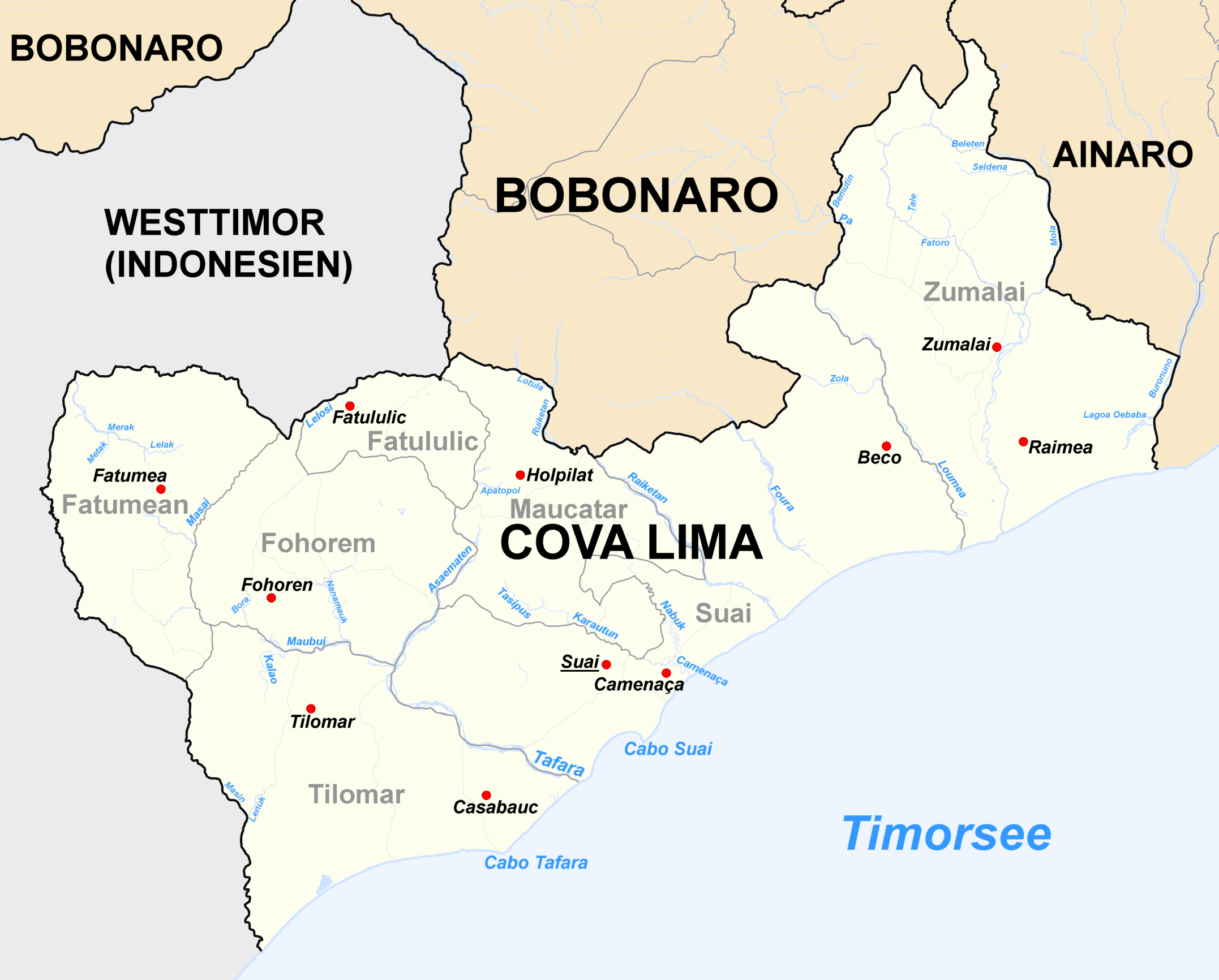
Các đô thị và sống suối tại Cova Lima
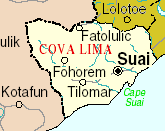
Rang giới Cova Lima trước 2003.
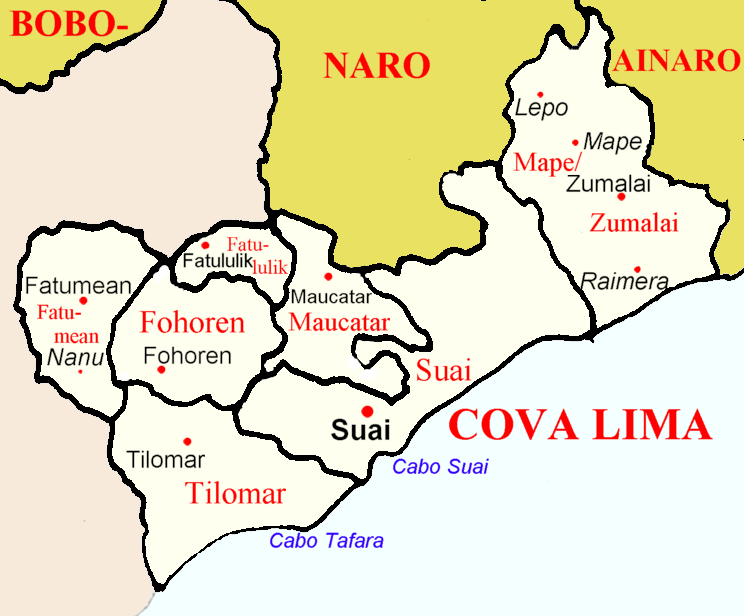
Ranh giới Cova Lima từ 2003.